# سینمای چین
سینمای چین (انگلیسی: Cinema of China) در کنار سینمای هنگ کنگ و سینمای تایوان یکی از سه حوزه تاریخی سینمای چینی‌زبان است. سینما در سال ۱۸۹۶ به چین معرفی شد و اولین فیلم چینی، نبرد دینگ‌جون‌شان، در سال ۱۹۰۵ با به وجود آمدن صنعت فیلم‌سازی، که در دهه اول سینمای چین در شانگهای مستقر بود، ساخته شد. اولین فیلم ناطق، دختر سینگ-سانگ در ۱۹۳۱ و با استفاده از تکنولوژی ضبط صدا روی صفحه ساخته شد. دهه ۱۹۳۰ که اولین دوره طلایی این سینماست، شاهد شکل‌گیری جنبش چپ سینمایی است و از خلال فیلم‌های ساخته شده در این دوران می‌توان اختلاف موجود میان ملی‌گرایان و کمونیست‌ها را مشاهده کرد. پس از جنگ دوم چین و ژاپن و اشغال شانگهای توسط ژاپن، با مهاجرت فیلم‌سازان به هنگ کنگ، چونگ‌کینگ و مکان‌های دیگر، صنعت فیلم‌سازی شهر به شدت محدود شد و در نتیجه، فیلم‌سازان باقی‌مانده در شهر، با توجه به امتیاز شهر خارجی، دوره «جزیره انفرادی» را در شانگهای شکل دادند. 